# Енклітика
Енклі́тика — ненаголошене слово, що примикає у вимові до попереднього, яке несе наголос, і утворює з ним єдине акцентуаційне ціле (фонетичне слово).
У ролі енклітиків звичайно виступають частки «б», «ж», «-но», «чи», «щось» (де б, дай-но). Займенники, іменники, допоміжні дієслова можуть виступати в ролі енклітиків залежно від умов контексту, наприклад: «Де була ця людина?».